# Rattle and Hum
Rattle and Hum é o sexto álbum de estúdio da banda irlandesa U2. Foi lançado em 10 de outubro de 1988, sendo lançado no mesmo ano também, o documentário.
Tanto o filme quanto o álbum, contem gravações ao vivo, covers e músicas novas da época, como "Desire", "Angel of Harlem" e "All I Want Is You".
Dizem que a arte procura evitar a morte ao se eternizar na história. Este desejo parece patente neste disco do U2 que muitos consideram o "álbum branco" da banda, sendo uma alusão ao famoso disco The Beatles, dos Beatles, pelo ecletismo sonoro. A primeira faixa é uma das diversas homenagens do disco, aos mesmos Beatles já citados: "Helter Skelter", inicia o disco, que por sua vez fez parte de um belo e pouco celebrado filme em preto e branco, homônimo, da banda. O disco, que mistura gravações ao vivo e de estúdio, além de músicas de terceiros como "The Star- Spangled Banner", de Jimmy Hendrix, registra homenagens a Billie Holliday, em "Angel of Harlem", e parcerias inéditas até então: B.B. King - "When Love Comes to Town", Bob Dylan - "Love Rescue Me".
Essa mudança de direção seria acentuada no álbum seguinte, Achtung Baby, outro divisor de águas na história da banda.[carece de fontes?]

## Recepção
Depois do sucesso de The Joshua Tree, em 1987, o álbum recebeu uma recepção mista em geral. Escrevendo na revista Rolling Stone, Anthony DeCurtis diz:
| “ | "O álbum habilmente demonstra a força do U2, mas dedica pouca atenção também para a visão da banda". | ” |

Roger Ebert criticou o filme dizendo que as filmagens do concerto estava mal iluminado e monótona, com pouca utilização das multidões. Entretanto, o parceiro de revisão Gene Siskel era mais simpático, elogiando a música e as filmagens de um coral gospel do Harlem particularmente comovente.
| “ | "Rattle and Hum" foi concebido como um scrabook, uma lembrança de que o tempo gasto nos Estados Unidos sobre a turnê "Joshua Tree". Isso mudou quando o filme, que inicialmente como um filme de baixo orçamento, e que de repente, tornou-se um grande Hollywood. Isso dá uma ênfase diferente no álbum, que sofreu com grande promoção e publicidade, e as pessoas reagiram contra ela. | ” |

Apesar das críticas, o álbum foi um vendedor forte, continuando o sucesso comercial crescente do U2. Esteve em #1 posição no gráfico da Billboard 200 dos EUA, permanecendo no topo por seis semanas, atingindo a posição #1 no Reino Unido e na Austrália.

## Faixas
| N.º | Título                                              | Roteirista                       | Duração |  |
| 1.  | "Helter Skelter" (Live)                             | Lennon, McCartney                | 3:07    |  |
| 2.  | "Van Diemen's Land"                                 | The Edge                         | 3:05    |  |
| 3.  | "Desire"                                            | U2                               | 2:59    |  |
| 4.  | "Hawkmoon 269"                                      | U2                               | 6:22    |  |
| 5.  | "All Along the Watchtower" (Live)                   | Bob Dylan                        | 4:24    |  |
| 6.  | "I Still Haven't Found What I'm Looking For" (Live) | U2                               | 5:53    |  |
| 7.  | "Freedom for My People"                             | Adam Gussow, Sterling Magee      | 0:38    |  |
| 8.  | "Silver and Gold" (Live)                            | Bono                             | 5:49    |  |
| 9.  | "Pride (In the Name of Love)" (Live)                | U2                               | 4:27    |  |
| 10. | "Angel of Harlem"                                   | U2                               | 3:49    |  |
| 11. | "Love Rescue Me"                                    | U2, Palavras de Bono & Bob Dylan | 6:24    |  |
| 12. | "When Love Comes to Town" (U2 and B. B. King)       | U2                               | 4:15    |  |
| 13. | "Heartland"                                         | U2                               | 5:03    |  |
| 14. | "God Part II"                                       | U2                               | 3:15    |  |
| 15. | "The Star Spangled Banner" (Instrumental)           | John Stafford Smith              | 0:43    |  |
| 16. | "Bullet the Blue Sky" (Live)                        | U2                               | 5:36    |  |
| 17. | "All I Want Is You"                                 | U2                               | 6:30    |  |

## Filme
O U2 gravou em 1988 com 20 músicas. É a versão completa do álbum com o mesmo título.

## Faixas

### Disco 1
1. "Helter Skelter" (Live) - (U2)
2. "Van Diemen's Land" (U2)
3. "Desire" (Demo) - (U2)
4. "Exit" (Live) - (U2)
5. "I Still Haven't Found What I'm Looking For" (Rehearsal) - (U2 with The New Voices of Freedom)
6. "Freedom for My People" / "Silver and Gold" (Live) - (Satan and Adam)
7. "Angel of Harlem" (Demo) - (U2)
8. "All Along the Watchtower" (Live) - (U2)
9. "In God's Country" (Live) - (U2)
10. "When Love Comes to Town" (Rehearsel /Live /Medley) - (U2 with B.B. King)
11. "Heartland" (U2)

### Disco 2
1. "Bad" (Live) - (U2)
2. "Where the Streets Have No Name" (Live) - (U2)
3. "MLK" (Live) - (U2)
4. "With or Without You" (Live) - (U2)
5. "Star-Spangled Banner" - (Jimi Hendrix) / "Bullet the Blue Sky" (Live) - (U2)
6. "Running to Stand Still" (Live) - (U2)
7. "Sunday Bloody Sunday" (Live) - (U2)
8. "Pride (In the Name of Love)" (Live) - (U2)
9. "All I Want Is You" (U2)

## Posições e vendas
| País           | Posição | Certificado | Vendas    |
| -------------- | ------- | ----------- | --------- |
| Austrália      | 1       | -           | -         |
| Áustria        | 1       | -           | -         |
| Canadá         | -       | 7× Platina  | 700.000 + |
| Finlândia      | -       | Ouro        | 28.000 +  |
| França         | 34      | Ouro        | -         |
| Alemanha       | -       | Platina     | -         |
| Países Baixos  | 1       | Platina     | -         |
| Suíça          | 1       | 2× Platina  | -         |
| Reino Unido    | 1       | 4× Platina  | -         |
| Estados Unidos | 1       | 5× Platina  | -         |

| Ano  | Canção                    | Posição | Posição | Posição | Posição | Posição | Posição    | Posição      |
| Ano  | Canção                    | AUS     | CAN     | IRE     | NZ      | UK      | US Hot 100 | US Main Rock |
| ---- | ------------------------- | ------- | ------- | ------- | ------- | ------- | ---------- | ------------ |
| 1988 | "Desire"                  | 1       | 19      | 1       | 1       | 1       | 3          | 1            |
| 1988 | "Angel of Harlem"         | 18      | -       | 3       | 1       | 9       | 14         | 1            |
| 1988 | "God Part II"             | -       | -       | -       | -       | -       | -          | 8            |
| 1989 | "When Love Comes to Town" | 23      | 41      | 1       | 4       | 6       | 68         | 2            |
| 1989 | "All I Want Is You"       | 2       | 67      | 1       | 2       | 4       | 83         | 13           |